# Casa de los Gaona
La casa de los Gaona en Alegría de Álava (Álava, España) es un edificio exento situado ea la zona Norte del núcleo de la población. Se trata de un digno ejemplo de arquitectura doméstica culta de carácter rural cuyo origen puede remontarse al siglo XVI. Presenta blasón correspondiente a. las armas de los Gauna o Gaona, de ahí su denominación.
Es una casa de planta rectangular y cubierta a tres vertientes. Consta de planta baja y primera, aparejándose en mampostería (fondo de muros) y sillería en zonas nobles (cercos de vanos y esquinales). Presenta aspecto compacto y cerrado puesto que los vanos son escasos y de discretas dimensiones. Destaca la fachada principal por presentar dos elementos de interés Histórico-Artístico: Gran portada en arco de medio punto con nueve dovelas y el citado escudo de los Gauna o Gaona.
La fachada posterior presenta cobertizo adosado.
La fachada lateral Este presenta huecos distribuidos desordenadamente igual que la fachada lateral Oeste, aunque esta última es más cerrada que la anterior. Interior abandonado.